# Мукур (Абайская область)
Мукур (каз. Мұқыр) — село в Жанасемейском районе Абайской области Казахстана. Административный центр Иртышского сельского округа. Код КАТО — 632845100.

## Население
В 1999 году население села составляло 1133 человека (560 мужчин и 573 женщины). По данным переписи 2009 года, в селе проживало 1258 человек (627 мужчин и 631 женщина).